# AUTOMATIC SENSATION
「AUTOMATIC SENSATION」（オートマチック・センセーション）は、新谷良子の17枚目のシングル。2012年2月14日にLantisから発売された。

## 概要
前作「Euphoric Prayer」から約4ヶ月ぶりのリリースとなる2012年唯一のシングル。販売形態は前作に引き続きCD+DVD仕様になっている。表題曲「AUTOMATIC SENSATION」は、モバイルアニメ『こいけん!〜私たちアニメになっちゃった〜』の主題歌に起用された。新谷によれば、本作のタイアップがなければ「色々考えすぎて上手く走り出せなかった。」という。ジャケットは新谷自身が着せ替え人形になり、パッケージに収まるという構図になっている。PVは学校で撮影され、現在をイメージしたディスクジャケットの衣装と過去を表す制服の2パターンが用意された。

## 収録曲
CD
1. AUTOMATIC SENSATION [3:50]
  - 作詞：こだまさおり、作曲：Kohei by SIMONSAYZ、編曲：R・O・N
  - モバイルアニメ『こいけん!〜私たちアニメになっちゃった〜』主題歌
  - 新谷の高校時代をテーマとした、未来に向かって走り出す前向きで希望が表現された楽曲。当初は「高校生らしい楽しさ」を出すよう考えていたが、それだと100%高校生目線になるため現在の内容でこだまに依頼した[1]。
2. Gift [3:59]
  - 作詞・作曲・編曲：川田瑠夏
  - バレンタインデーをテーマとしているが、これはCDが2月14日にリリースされるため、それに合わせて制作しようと考えたためである[1]。
3. AUTOMATIC SENSATION （off vocal）
4. Gift （off vocal）

DVD
1. AUTOMATIC SENSATION  Music Clip